# Valor de existência
Valor de existência é um conceito da economia, que se caracteriza como um valor de não-uso. É o valor que se atribui à simples existência de um bem, independentemente de seu possível uso atual ou futuro. É aplicado na valoração dos serviços ambientais fornecidos pela natureza. Em outros termos, significa o valor que as pessoas estariam dispostas a pagar pela conservação de um bem natural, como uma floresta ou uma espécie, mesmo que nenhum proveito elas pudessem tirar dele. Na definição da Embrapa, "a atribuição do valor de existência é derivada de uma posição moral, cultural, ética ou altruística em relação aos direitos de existência de espécies não-humanas ou da preservação de outras riquezas naturais, mesmo que estas não representem uso atual ou futuro para o indivíduo".